# Wiwa
Los wiwas son un pueblo amerindio de Colombia, que habla el idioma damana, de la familia lingüística chibcha.

## Denominaciones
El nombre Wiwa proviene de la raíz wi, que significa "cálido" (persona de tierra cálida); wi también puede interpretarse como "engendrar" o "dar origen". Los wiwas también son conocidos como Sajas, término que significa "nativos" o "indígenas", en contraposición a sintalu, que designa al "extranjero" o "no indígena".
Otras denominaciones corresponden a gentilicios propios de poblados wiwas, como guamacas (de Guamaka), marocaseros (de Marokaso) y arsarios (de El Rosario). Malayos es otra denominación utilizada, aunque su origen no está claramente establecido.

## Territorio
El territorio Wiwa comprende la zona del departamento del Cesar al norte del municipio de Valledupar y la zona colindante del departamento de La Guajira. En el Magdalena hay wiwas desde la primera mitad de la década de los años 80 del siglo XX, gracias al liderato del Mamo Ramón Gil Barros que recuperó su territorio ancestral. y su ubicación en el Magdalena (Sierra Nevada de Santa Marta) se encuentra entre las cuencas del Río Guachaca cara norte de la Sierra Nevada de Santa Marta y Río Frío en la cara sur occidental de la sierra. al norte de Colombia. Habitan actualmente en la Sierra, entre los 900 y 2500 m s. n. m.
Según los wiwas su territorio original eran las regiones de Marokaso, El Rosario y Guamaka y llegaba hasta las tierras bajas planas. Por efectos de la colonización los Wiwa debieron migrar hacia tierras más altas y abandonar El Rosario (llamado después La Sierrita) y durante bastante tiempo a Marokaso. En el Magdalena actualmente ocupan: Gotsezhi ("El Encanto"), Kemakumake, Kalabangaga, Wimake, Tolezhi y Rumangaga

## Población
El patrón de poblamiento es disperso en casas uninfamiliares rectangulares en las faldas y valles de la Sierra. Los poblados son centros ceremoniales y rituales y en sus casas se celebran reuniones y se escuchan las historias y los consejos de los mamos.
Según el Ministerio de Culturade Colombia, en 2010 el pueblo wiwa tenía "una población de 13.627 personas -6.872 son hombres y 6.755 son mujeres-. De estos, 12.803 personas residen en áreas rurales y 824 en zonas urbanas. El grueso de la población corresponde a niños, jóvenes y adultos jóvenes (79% tiene menos de 30 años), mientras que los adultos mayores de 60 años son un número reducido de personas (2%)."
Los principales poblados wiwas son ahora Avingüe, Cherúa, Sinkujka, Surimena, Ahuyamal(munduguatjkua), Pozo de Humo, siminke, sabanas de juaquina(Kuasalamena) y Bernaka en el Cesar, y Rinconal, Naranjal, Marokaso y Potrerito en La Guajira. Están localizados dentro del Resguardo kogui malayo arhuaco, propiedades colectivas reconocidas por el estado. Han constituido la Organización Wiwa Yugumaiun Bunkuanarrua Tayrona (OWYBT)a nivel del cesar en la guajira están representados por la organización wiwa golkushe tayrona(owgt) para estar representados ante el resto de la sociedad. Se reúnen además con las autoridades de los otros tres pueblos de la Sierra: Kogui, Arhuaco y Kankuamo para coordinar la defensa del territorio dentro de la llamada línea negra que demarca la Sierra y de los cuatro pueblos encargados de cuidarla.
En la serranía del Perijá, municipio de Becerril (Cesar), se encuentra el resguardo Campo Alegre, comunidad Wiwa, legalmente constituido según resolución 21 del 16 de mayo de 1995. Cuenta con una población aproxiamada de 463 habitantes.

## Sistema de producción
Los wiwas son agricultores que cultivan y cosechan yuca, ñame, malanga, plátano, maíz, fríjol, coca y caña de azúcar, panela, destinados al consumo familiar y café para comerciar.
Además producen el fique con cuya fibra fabrican hamacas y la mochila suzu. Los hombres llevan cruzada con esta la mochila duadu, de algodón hilado en casa. Las mujeres fabrican la ropa, aunque adquieren la tela, generalmente de los Kogui. Los hombres fabrican los sombreros.
Cazan iguanas, conejos, roedores y aves. Recolectan conchas para sacar la cal requerida para el consumo tradicional de la coca.

## Los Mamos
Las autoridades tradicionales espirituales y políticas son los mamos. Su influencia está presente en la vida cotidiana y en los acontecimientos importantes de las comunidades y los individuos, a quienes aconsejan respectivamente, en las asambleas y en charlas angag+k+n.
Mamo quiere decir sol, abuelo, consejero y su esposa es la Saga, luna, abuela, consejera. Ambos han recibido una educación especial para conocer sobre el Creador y entender la naturaleza, la sociedad y las personas, curar, interpretar sueños y dirigir las ceremonias y rituales.
los mamos además de ser los líderes espirituales cumplen las funciones de médico porque cada persona que se enferman en la comunidad es atendido por él. para muchas personas es desconocido son las personas más sabias de la comunidad.
Vestuarios
Vestuario hombre: el hombre wiwa se viste de las siguientes manera. pantalón blanco que en lengua maternadumuna es ganzurra de origen de fábricas, camisa de te la blanca confeccionada por las mujeres wiwa denominada shamarra y sombrero.
Vestuario niños y adolescentes: los niños y los adolescentes se visten con una bata blanca o túnica que les llega hasta las rodillas y una mochila pequeña que la lleva todo el tiempo sobre su hombro.
Vestuario niñas y adolescentes: al igual que los niños se visten con una túnica pero más, largo que llega hasta los tobillos.
Vestuario mujer: la mujer wiwa se viste con una manta que confeccionan con sus propias manos pero de origen de textil y una faja llamada yina.

## Idioma
La lengua materna de los Wiwa es el dʉmʉna, que pertenece a la familia lingüística Chibcha y es hablado por más de mil personas.
Vocales
El damana tiene siete fonemas vocálicos:
|        | Anteriores | Centrales | Posteriores | Nasal |
| Altas  | i          |           | u           | ʉ     |
| Medias | e          | ə         | o           |       |
| Bajas  |            | a         |             |       |

Consonantes
Esta lengua registra 19 fonemas consonánticos:
|                   | labiales | dento-alveolares | alveolares | prepalatales | palatales | glotales |
| oclusivas sordas  | p        | t                | s          | ɕ            | c         | k        |
| oclusivas sonoras | b        | d                | z          | ʑ            | ɟ         | ɡ        |
| nasales           | m        | n                |            |              |           |          |
| vibrante simple   |          | ɾ                |            |              |           |          |
| vibrante múltiple |          | r                |            |              |           |          |
| aproximantes      | w        |                  |            |              |           | h        |

Trilingüismo
Debido a la trasposición del territorio Wiwa y Kogui que ha caracterizado las últimas décadas, parte de ambos pueblos habla sus dos lenguas. Además parte de la población habla el castellano.